# Liste der Steinkreuze im Landkreis Dingolfing-Landau
In dieser Liste der Steinkreuze im Landkreis Dingolfing-Landau sind die Steinkreuze (Sühnekreuze, Kreuzsteine etc.) im Landkreis Dingolfing-Landau in Niederbayern, Bayern aufgelistet. Diese Liste erhebt keinen Anspruch auf Vollständigkeit.
- Karte mit allen Koordinaten:
- OSM |
- WikiMap